# آرژانتین در المپیک تابستانی ۲۰۱۲
آرژانتین در بازی‌های المپیک تابستانی ۲۰۱۲ که در شهر لندن برگزار شد، کاروان آرژانتین با ۱۴۲ ورزشکار در این رقابت‌ها شرکت کرد و موفق به کسب ۴ مدال (۱ طلا، ۱ نقره، ۲ برنز) شد. در جدول رتبه‌بندی توزیع مدال‌ها، آرژانتین در ردهٔ ۴۲ مسابقات قرار گرفت.